# Nicolás Almagro
Nicolás Almagro Sánchez Rolle, född 21 augusti 1985, är en högerhänt professionell spansk före detta tennisspelare. Han var professionell spelare på ATP-touren mellan 2003 och 2019. Almagro tog 13 singeltitlar och en dubbeltitel under sin karriär. Hans bästa singelranking var en 9:e plats från maj 2011.

## ATP-finaler i kronologisk ordning

### Singel: 23 (13 titlar, 10 andraplatser)
| Teckenförklaring                  |
| --------------------------------- |
| Grand Slam turneringar (0–0)      |
| ATP World Tour Finals (0–0)       |
| ATP World Tour Masters 1000 (0–0) |
| ATP World Tour 500 Series (2–3)   |
| ATP World Tour 250 Series (11–7)  |

| Finaler efter underlag |
| ---------------------- |
| Hard court (0–0)       |
| Grus (13–10)           |
| Gräs (0–0)             |

| Resultat | V–F   | Datum         | Turnering                                | Kategori      | Underlag | Motståndare         | Resultat                |
| -------- | ----- | ------------- | ---------------------------------------- | ------------- | -------- | ------------------- | ----------------------- |
| Vinnare  | 1–0   | April 2006    | Valencia Open, Spanien                   | International | Grus     | Gilles Simon        | 6–2, 6–3                |
| Vinnare  | 2–0   | April 2007    | Valencia Open, Spanien (2)               | International | Grus     | Potito Starace      | 4–6, 6–2, 6–1           |
| Tvåa     | 2–1   | Juli 2007     | Swedish Open, Sverige                    | International | Grus     | David Ferrer        | 1–6, 2–6                |
| Vinnare  | 3–1   | Februari 2008 | Brasil Open, Brasilien                   | International | Grus     | Carlos Moyá         | 7–6(7–4), 3–6, 7–5      |
| Vinnare  | 4–1   | Mars 2008     | Mexican Open, Mexiko                     | Intl. Gold    | Grus     | David Nalbandian    | 6–1, 7–6(7–1)           |
| Tvåa     | 4–2   | April 2008    | Valencia Open, Spanien                   | International | Grus     | David Ferrer        | 6–4, 2–6, 6–7(2–7)      |
| Vinnare  | 5–2   | Februari 2009 | Mexican Open, Mexiko (2)                 | 500 Series    | Grus     | Gaël Monfils        | 6–4, 6–4                |
| Vinnare  | 6–2   | Juli 2010     | Swedish Open, Sverige                    | 250 Series    | Grus     | Robin Söderling     | 7–5, 3–6, 6–2           |
| Vinnare  | 7–2   | Augusti 2010  | Swiss Open, Schweiz                      | 250 Series    | Grus     | Richard Gasquet     | 7–5, 6–1                |
| Vinnare  | 8–2   | Februari 2011 | Brasil Open, Brasilien (2)               | 250 Series    | Grus     | Alexandr Dolgopolov | 6–3, 7–6(7–3)           |
| Vinnare  | 9–2   | Februari 2011 | Argentina Open, Argentina                | 250 Series    | Grus     | Juan Ignacio Chela  | 6–3, 3–6, 6–4           |
| Tvåa     | 9–3   | Februari 2011 | Mexican Open, Mexiko                     | 500 Series    | Grus     | David Ferrer        | 6–7(4–7), 7–6(7–2), 2–6 |
| Vinnare  | 10–3  | Maj 2011      | Open de Nice Côte d'Azur, Frankrike      | 250 Series    | Grus     | Victor Hănescu      | 6–7(5–7), 6–3, 6–3      |
| Tvåa     | 10–4  | Juli 2011     | German Open, Tyskland                    | 500 Series    | Grus     | Gilles Simon        | 4–6, 6–4, 4–6           |
| Vinnare  | 11–4  | Februari 2012 | Brasil Open, Brasilien (3)               | 250 Series    | Grus     | Filippo Volandri    | 6–3, 4–6, 6–4           |
| Tvåa     | 11–5  | Februari 2012 | Argentina Open, Argentina                | 250 Series    | Grus     | David Ferrer        | 6–4, 3–6, 2–6           |
| Vinnare  | 12–5  | Maj 2012      | Open de Nice Côte d'Azur, Frankrike (2)  | 250 Series    | Grus     | Brian Baker         | 6–3, 6–2                |
| Tvåa     | 12–6  | Juli 2012     | Swedish Open, Sverige                    | 250 Series    | Grus     | David Ferrer        | 2–6, 2–6                |
| Tvåa     | 12–7  | April 2013    | U.S. Men's Clay Court Championships, USA | 250 Series    | Grus     | John Isner          | 3–6, 5–7                |
| Tvåa     | 12–8  | April 2013    | Barcelona Open, Spanien                  | 500 Series    | Grus     | Rafael Nadal        | 4–6, 3–6                |
| Tvåa     | 12–9  | April 2014    | U.S. Men's Clay Court Championships, USA | 250 Series    | Grus     | Fernando Verdasco   | 3–6, 6–7(4–7)           |
| Tvåa     | 12–10 | Februari 2016 | Argentina Open, Argentina                | 250 Series    | Grus     | Dominic Thiem       | 6–7(2–7), 6–3, 6–7(4–7) |
| Vinnare  | 13–10 | Maj 2016      | Estoril Open, Portugal                   | 250 Series    | Grus     | Pablo Carreño Busta | 6–7(6–8), 7–6(7–5), 6–3 |

### Dubbel: 2 (1 titel, 1 andraplats)
| Teckenförklaring                  |
| --------------------------------- |
| Grand Slam turneringar (0–0)      |
| ATP World Tour Finals (0–0)       |
| ATP World Tour Masters 1000 (0–0) |
| ATP World Tour 500 Series (0–0)   |
| ATP World Tour 250 Series (1–1)   |

| Finaler efter underlag |
| ---------------------- |
| Hard court (0–0)       |
| Grus (1–1)             |
| Gräs (0–0)             |

| Resultat | V–F | Datum         | Turnering                          | Kategori   | Underlag | Medspelare                | Motståndare                      | Resultat         |
| -------- | --- | ------------- | ---------------------------------- | ---------- | -------- | ------------------------- | -------------------------------- | ---------------- |
| Tvåa     | 0–1 | Februari 2009 | Argentina Open, Argentina          | 250 Series | Grus     | Santiago Ventura Bertomeu | Marcel Granollers Alberto Martín | 3–6, 7–5, [8–10] |
| Vinnare  | 1–1 | Augusti 2015  | Austrian Open Kitzbühel, Österrike | 250 Series | Grus     | Carlos Berlocq            | Robin Haase Henri Kontinen       | 5–7, 6–3, [11–9] |